# Touw Hian Bwee
Touw Hian Bwee (* 18. November 1943 in Pekalongan auf Java) ist ein indonesischer Großmeister für Schachkomposition.

## Schachkomposition
Touw Hian Bwee erlernte das Schachspiel im Alter von 13 Jahren von seinem Cousin. Seine erste Komposition, ein Zweizüger, erschien am 9. Mai 1959 in der lokalen Zeitschrift Star Weekly. Touws erste Komposition in einer internationalen Zeitschrift erschien im Januar 1960 im Indian Chess Bulletin. Zu dieser Zeit war wegen der Geschichte Indonesiens vor allem niederländische Schachkompositionsliteratur weit verbreitet. Touw war auch ein Bekannter des indonesischen Schachkomponisten Tan Hien Yan, der vor allem in den 1920er Jahren aktiv gewesen war.
Im Jahr 1977 wurde Touw Hian Bwee zum Internationalen Meister und zum Internationalen Schiedsrichter für Schachkomposition ernannt. Der Großmeistertitel wurde ihm 1984 in Sarajevo verliehen. Insgesamt hat Touw Hian Bwee etwa 400 Kompositionen veröffentlicht, vorwiegend Zwei- und Dreizüger.

## Privates
Die Vorfahren von Touw Hian Bwee emigrierten vor etwa 200 Jahren von China nach Indonesien. Im Alter von fünf Jahren zog Touw mit seiner Familie von Pekalongan nach Jakarta. Zwischen 1965 und 1979 wohnte er in Stuttgart, wo er an der Technischen Universität studierte. In dieser Zeit reiste er zu vielen Kompositionstreffen in Europa und hatte nach eigenen Angaben seine „produktivsten Jahre“. Zurück in Indonesien arbeitete er im Bereich der Holzverarbeitung.